# Quận Elbert, Georgia
Quận Elbert là một quận trong tiểu bang Georgia, Hoa Kỳ. Quận lỵ đóng ở thành phố Elberton 6. Theo điều tra dân số năm 2000 của Cục điều tra dân số Hoa Kỳ, quận có dân số 20.511 người 2. Năm 2007, ước tính dân số quận này là 20.525 người.

## Địa lý
Theo Cục điều tra dân số Hoa Kỳ, quận có tổng diện tích 375 dặm Anh vuông (970 km²), trong đó có 369 dặm vuông (955 km²) là diện tích mặt đất, còn lại 6 dặm Anh vuông (15 km²) (chiếm 1.54%) là diện tích mặt nước.

### Các xa lộ chính
- State Route 17
- State Route 72
- State Route 77
- State Route 79
- State Route 172
- State Route 368

### Các quận giáp ranh
- Quận Anderson, South Carolina (đông bắc)
- Quận Abbeville, South Carolina (đông)
- Quận McCormick, South Carolina (đông nam)
- Quận Lincoln (đông nam)
- Quận Wilkes (nam)
- Quận Oglethorpe (tây nam)
- Quận Madison (tây)
- Quận Hart (bắc tây bắc)